# Albertisiella acanthodiformis
Albertisiella acanthodiformis är en insektsart som först beskrevs av Brunner von Wattenwyl 1898.  Albertisiella acanthodiformis ingår i släktet Albertisiella och familjen vårtbitare. Inga underarter finns listade i Catalogue of Life.